# Église Saint-Martin du Champy
L'église Saint-Martin-du-Champy est un lieu de culte catholique située à Noisy-le-Grand (Seine-Saint-Denis), dans le quartier du même nom. Elle est dédiée à saint Martin, apôtre des Gaules.